# Фахд бин Абдул Азис
Фахд бин Абдул Азис Ал Сауд (на арабски: فهد بن عبد العزيز آل سعود) е крал на Саудитска Арабия от 13 юни 1982 г. до 1 август 2005 г. Той е осмият син (от 45) на саудитския основател Абдул Азиз бин Сауд.
Фахд получава образование по религия, рицарство и политика в кралския двор. През 1953 г. е назначен за министър на образованието и установява система от публични училища за основно и средно образование. По-късно се заема със задълбочена програма по самоусъвършенстване, с която да компенсира липсата си на формално образование. През 1962 г. става министър на вътрешните работи, а през 1967 г. – втори вицепремиер. По време на управлението (1964 – 1975) на полубрат си, Файсал бин Абдул Азис, Фахд оглавява няколко върховни съвета, занимаващи се с националната сигурност, образователната политика и петролните дела. След като Файсал е убит през 1975 г., Халид бин Абдул Азис се възкачва на престола, но оставя голяма част от администрацията на страната на Фахд, който обявява за кронпринц. Фахд играе ролята и на де факто министър-председател на страната по време на управлението на Халид, отчасти поради влошеното здравословно състояние на последния. Пътува много, тъй като е говорител на Арабския свят, а в широко рекламирано пътуване до САЩ през 1977 г. се среща с американския президент Джими Картър, с когото дискутира темата за мира в Близкия изток и Палестинския проблем. Халид умира на 13 юни 1982 г., след което Фахд се възкачва на престола.
Фахд е последователен привърженик на модернизацията и създава корпус от обучени на запад техници, които да надзирават промишленото развитие на страната. През 1970-те и 1980-те години той е главен архитект на външната политика на Саудитска Арабия, която цели да е в противовес на съветското влияние в Близкия изток, предоставяйки финансова помощ на страни като Египет. Когато през 1990 г. Ирак напада Кувейт, Фахд поканва западни и други арабски войски в Саудитска Арабия.
На крал Фахд се приписва въвеждането на Основния закон на Саудитска Арабия през 1992 г. Претърпява инсулт през 1995 г., след който вече е неспособен да продължава да изпълнява официалните си задължения. Полубрат му Абдула бин Абдул Азис, който е и кронпринц, служи като де факто регент на кралството и наследява Фахд като монарх след смъртта му на 1 август 2005 г.